# Milluacocha
Milluacocha (posiblemente del Quechua millma, millwa lana, qucha lago, "lago de lana") es una montaña de 5.404 metros de altura (17,730 pies) en la Cordillera Blanca en los Andes del Perú. Otras fuentes afirman que esta montaña tiene una elevación de 5,480 metros de altura (17,979 pies). Se encuentra ubicado en el distrito de Yuracmarca, provincia de Huaylas, Ancash. Se encuentra entre Santa Cruz en el sureste y Champara en el noroeste. Pilanco se encuentra al este de ella. La Quebrada Los Cedros fluye a lo largo de sus laderas del sur.

## Recomendaciones
- Tener en cuenta que cuando se escala una montaña glaciar se deben llevar anteojos para nieve.
- Llevar zapatos especiales para escalar.
- Priorizar el abrigo.
- Conocer la ruta de acceso.